# Jørpeland
59°01′22″N 006°02′14″Ø / 59.02278°N 6.03722°Ø
Jørpeland er en by og administrationscenteret i Strand kommune i Rogaland fylke i Norge.  Jørpeland havde 5.930 indbyggere 1. januar 2009. Jørpeland fik bystatus 1. april 1998. 

## Lokale attraktioner
Inderst i Vågen i Jørpeland ligger Jørpelands Brug i et byggeri fra 1883. Oprindelig husede bygningen en møbel- og trævarefabrik, men i dag indeholder den blandt andet Preikestolen bluesklubb, selskabslokale, og historisk udstilling. Byen har også har to gallerier: Galleri Skjæveland, drevet af Stian Heimlund Skjæveland og Galleriet i Rosehagen Kultur & Næringspark.